# جایزه مونتیون
جایزه مونتیون (فرانسوی: Prix Montyon‎) مجموعه‌ای از جوایز است که سالانه توسط فرهنگستان علوم فرانسه و فرهنگستان فرانسه اعطا می‌شود. این جایزه نامش را از نیکوکار فرانسوی بارون دو مونتیون می‌گیرد که آن را پیش از وقوع انقلاب فرانسه پایه‌گذاری کرده بود. برخی این جوایز را پیشروی جایزه نوبل می‌دانستند.

## برخی برندگان جایزه
- فردریش زرتورنر (۱۸۳۱)[۱]
- الکسی دو توکویل (۱۸۳۵)
- لویی پاستور (۱۸۵۹)
- مری میپس داج (۱۸۷۶)
- هکتور مالو  (۱۸۷۸)
- ژاک-آرسن د آرسنوال  (۱۸۸۲)
- ژان-آنری فابر
- شارل نیکول (۱۹۰۹، ۱۹۱۲ و ۱۹۱۴)
- نیل مک‌گرگور (۲۰۲۲)